# Kiko Olivas
Francisco José Olivas Alba (Antequera, Málaga, 21 de agosto de 1988), más conocido como Kiko Olivas, es un futbolista español que juega como defensa en el F. C. Cartagena de la Segunda División de España.

## Trayectoria
Se formó en la cantera del Málaga C. F., llegando a debutar con el primer equipo en la temporada 2006-07. En verano de 2007 fichó por el Villarreal C. F. "B" en el que estuvo cinco temporadas, llegando a debutar con el primer equipo tanto en liga, como en Copa del Rey y en Europa en la Liga Europa. Su debut en primera se produjo el 30 de agosto de 2009 frente al C. A. Osasuna en el Estadio El Sadar con empate a 1. Fue titular y disputó los 90 minutos.
El 3 de agosto de 2012 llegó al Córdoba C. F. tras haber quedado libre. Firmó por dos temporadas, pero tras haber completado la primera se fue al C. E. Sabadell F. C.
El 24 de julio de 2015 fichó por dos temporadas por el Girona F. C. Tras ascender a Primera División con el club gerundense al término de la temporada 2016-17, rescindió su contrato, firmando en agosto de 2017 con el Real Valladolid C. F. hasta mediados de 2020.
En su primer año consiguió el ascenso a Primera División. En la campaña 2019-20, una vez logrado el objetivo de la salvación, se lesionó gravemente en el Estadio Municipal de Ipurúa de Éibar al romperse el ligamento cruzado anterior, lesión en el cuerpo menisco externo, esguince de grado I en el ligamento colateral lateral y un edema óseo en el cóndilo femoral externo lo que le tendría ocho meses de baja, perdiéndose prácticamente toda la temporada 2020-21.
El 3 de junio de 2022 se confirmó que no iba a renovar contrato con el equipo pucelano tras cinco temporadas. Mes y medio después, el 20 de julio, firmó por dos años con el F. C. Cartagena.

## Estadísticas
Actualizado a 2 de junio de 2024.
| Málaga C. F. "B" · España | 2.ªB  | 2006-07 | 18    | 12  | 0  | —  | — | — | — | 12  | 0  | 0    |
| Málaga C. F. "B" · España | Total | Total   | Total | 12  | 0  | —  | — | — | — | 12  | 0  | 0    |
| Málaga C. F. · España | 2.ª   | 2006-07 | 18    | 5   | 0  | 1  | 0 | — | — | 6   | 0  | 0    |
| Málaga C. F. · España | Total | Total   | Total | 5   | 0  | 1  | 0 | — | — | 6   | 0  | 0    |
| Villarreal C. F. "B" · España | 2.ªB  | 2007-08 | 19    | 15  | 0  | —  | — | — | — | 15  | 0  | 0    |
| Villarreal C. F. "B" · España | 2.ªB  | 2008-09 | 20    | 22  | 1  | —  | — | — | — | 22  | 1  | 0,04 |
| Villarreal C. F. "B" · España | 2.ª   | 2009-10 | 21    | 33  | 0  | —  | — | — | — | 33  | 0  | 0    |
| Villarreal C. F. "B" · España | 2.ª   | 2010-11 | 22    | 35  | 0  | —  | — | — | — | 35  | 0  | 0    |
| Villarreal C. F. "B" · España | 2.ª   | 2011-12 | 23    | 36  | 3  | —  | — | — | — | 36  | 3  | 0,08 |
| Villarreal C. F. "B" · España | Total | Total   | Total | 141 | 4  | —  | — | — | — | 141 | 4  | 0,02 |
| Villarreal C. F. · España | 1.ª   | 2009-10 | 21    | 2   | 0  | 1  | 0 | 2 | 1 | 5   | 1  | 0,02 |
| Villarreal C. F. · España | 1.ª   | 2010-11 | 22    | 4   | 0  | 1  | 0 | 2 | 0 | 7   | 0  | 0    |
| Villarreal C. F. · España | Total | Total   | Total | 6   | 0  | 2  | 0 | 4 | 1 | 12  | 1  | 0,08 |
| Córdoba C. F. · España | 2.ª   | 2012-13 | 24    | 29  | 0  | 2  | 1 | — | — | 31  | 1  | 0,03 |
| Córdoba C. F. · España | Total | Total   | Total | 29  | 0  | 2  | 1 | — | — | 31  | 1  | 0,03 |
| C. E. Sabadell F. C. · España | 2.ª   | 2013-14 | 25    | 34  | 2  | 1  | 0 | — | — | 36  | 2  | 0,05 |
| C. E. Sabadell F. C. · España | 2.ª   | 2014-15 | 26    | 39  | 4  | 1  | 0 | — | — | 40  | 4  | 0,10 |
| C. E. Sabadell F. C. · España | Total | Total   | Total | 73  | 6  | 2  | 0 | — | — | 76  | 6  | 0,07 |
| Girona F. C. · España | 2.ª   | 2015-16 | 27    | 46  | 5  | 0  | 0 | — | — | 46  | 5  | 0,1  |
| Girona F. C. · España | 2.ª   | 2016-17 | 28    | 17  | 1  | 0  | 0 | — | — | 17  | 1  | 0,05 |
| Girona F. C. · España | 1.ª   | 2017-18 | 29    | 0   | 0  | 0  | 0 | — | — | 0   | 0  | 0    |
| Girona F. C. · España | Total | Total   | Total | 63  | 6  | 0  | 0 | — | — | 63  | 6  | 0,09 |
| Real Valladolid C. F. · España | 2.ª   | 2017-18 | 29    | 38  | 1  | 1  | 0 | — | — | 39  | 1  | 0,02 |
| Real Valladolid C. F. · España | 1.ª   | 2018-19 | 30    | 35  | 0  | 0  | 0 | — | — | 35  | 0  | 0    |
| Real Valladolid C. F. · España | 1.ª   | 2019-20 | 31    | 35  | 2  | 0  | 0 | — | — | 35  | 2  | 0,05 |
| Real Valladolid C. F. · España | 1.ª   | 2020-21 | 32    | 5   | 0  | 0  | 0 | — | — | 5   | 0  | 0    |
| Real Valladolid C. F. · España | 2.ª   | 2021-22 | 33    | 22  | 0  | 3  | 0 | — | — | 25  | 0  | 0    |
| Real Valladolid C. F. · España | Total | Total   | Total | 135 | 3  | 4  | 0 | — | — | 139 | 3  | 0,02 |
| F. C. Cartagena · España | 2.ª   | 2022-23 | 34    | 25  | 1  | 0  | 0 | — | — | 25  | 1  | 0,04 |
| F. C. Cartagena · España | 2.ª   | 2023-24 | 35    | 21  | 1  | 2  | 0 | — | — | 23  | 1  | 0,04 |
| F. C. Cartagena · España | 2.ª   | 2024-25 | 36    |     |    |    |   | — | — |     |    |      |
| F. C. Cartagena · España | Total | Total   | Total | 46  | 2  | 2  | 0 | — | — | 48  | 2  | 0,04 |
| Total | Total | Total   | Total | 510 | 21 | 13 | 1 | 4 | 1 | 527 | 23 | 0,04 |
| (1) Copas nacionales se refiere a la Copa del Rey y la Supercopa de España. (2) Torneos internacionales se refiere a la Liga Europa. (3) Media de goles por encuentro. No incluye goles en partidos amistosos. |       |         |       |     |    |    |   |   |   |     |    |      |